# Província de Mahajanga
Mahajanga és una província de Madagascar amb una superfície de 150.023 km².
El juliol del 2001 tenia 1.733.917 habitants. La seva capital és Mahajanga.